# Chuderov
Chuderov (en allemand : Groß Kaudern ou Großkaudern) est une commune du district et de la région d'Ústí nad Labem, en Tchéquie. Sa population s'élevait à 1 109 habitants en 2021.

## Géographie
Chuderov se trouve à 4 km au nord du centre d'Ústí nad Labem et à 74 km au nord-ouest de Prague.
|  |

La commune est limitée par Velké Chvojno et Libouchec au nord, par Povrly et Ryjice à l'est, par Ústí nad Labem au sud et à l'ouest.

## Histoire
La première mention écrite du village date de 1348.

## Transports
Par la route, Chuderov se trouve à 4 km d'Ústí nad Labem, à 23 km de Litoměřice et à 93 km de Prague.